# Stelis hoeijeri
Stelis hoeijeri là một loài thực vật có hoa trong họ Lan. Loài này được Luer & Dalström mô tả khoa học đầu tiên năm 2002.